# Boerne
Boerne é uma cidade localizada no estado norte-americano do Texas, no Condado de Kendall.

## Demografia
Segundo o censo norte-americano de 2000, a sua população era de 6178 habitantes. 
Em 2006, foi estimada uma população de 8707, um aumento de 2529 (40.9%).

## Geografia
De acordo com o United States Census Bureau tem uma área de 
15,9 km², dos quais 15,1 km² cobertos por terra e 0,8 km² cobertos por água. Boerne localiza-se a aproximadamente 450 m acima do nível do mar.

## Localidades na vizinhança
O diagrama seguinte representa as localidades num raio de 28 km ao redor de Boerne. 